# Skellet (Mou Sogn)
 For alternative betydninger, se Skellet. (Se også artikler, som begynder med Skellet)
Skellet er et sommerhusområde med bystatus ved Limfjorden nord for Mou i Mou Sogn, Aalborg Kommune med 226 indbyggere  (2024).